# Joseph Léstienne
Joseph Louis Léstienne (Roubaix, 17 gennaio 1876 – Berchem, 7 dicembre 1966) è stato un ginnasta francese.
Partecipò ai Giochi olimpici del 1900 di Parigi e Giochi olimpici del 1908 di Londra. All'Olimpiade parigina partecipò alla gara di esercizi combinati dove arrivò decimo mentre all'Olimpiade londinese partecipò alla gara a squadre ottenendo il quinto posto.